# Бидструп, Яльте
Яльте Бидструп (дат. Hjalte Bidstrup; род. 15 февраля 2006) — датский футболист, защитник клуба «Виборг».

## Клубная карьера
Бидструп — воспитанник клубов «ХБ Кёге» и «Копенгаген». В начале 2025 года игрок подписал контракт с «Виборгом». 2 марта в матче против «Вайле» он дебютировал в датской Суперлиге.

## Международная карьера
В 2024 году в составе юношеской сборной Дании Бидструп принял участие в юношеском чемпионате Европы в Северной Ирландии. На турнире он сыграл в матчах против сборных Испании, Франции и Турции.
В 2025 году Бидструп во второй раз принял участие в юношеском чемпионате Европы в Румынии.